# Лінкольн (Род-Айленд)
Лінкольн (англ. Lincoln) — місто (англ. town) в США, в окрузі Провіденс штату Род-Айленд. Населення — 22 529 осіб (2020).

## Демографія

### Перепис 2010
Згідно з переписом 2010 року, у місті мешкало 21 105 осіб у 8465 домогосподарствах у складі 5718 родин. Було 9062 помешкання
Расовий склад населення:
| - 91,7 % — білих - 2,8 % — азіатів - 1,7 % — чорних або афроамериканців - 0,2 % — корінних американців - 1,6 % — осіб інших рас |

До двох чи більше рас належало 2,0 %. Частка іспаномовних становила 4,1 % від усіх жителів.
За віковим діапазоном населення розподілялося таким чином: 22,5 % — особи молодші 18 років, 60,9 % — особи у віці 18—64 років, 16,6 % — особи у віці 65 років та старші. Медіана віку мешканця становила 43,2 року. На 100 осіб жіночої статі у місті припадало 91,3 чоловіків; на 100 жінок у віці від 18 років та старших — 86,4 чоловіків також старших 18 років.
Середній дохід на одне домашнє господарство становив 103 127 доларів США (медіана — 69 404), а середній дохід на одну сім'ю — 121 128 доларів (медіана — 88 384). Медіана доходів становила 65 548 доларів для чоловіків та 51 060 доларів для жінок. За межею бідності перебувало 9,3 % осіб, у тому числі 13,3 % дітей у віці до 18 років та 9,8 % осіб у віці 65 років та старших.
Цивільне працевлаштоване населення становило 10 666 осіб. Основні галузі зайнятості: освіта, охорона здоров'я та соціальна допомога — 27,0 %, роздрібна торгівля — 15,5 %, мистецтво, розваги та відпочинок — 9,4 %, фінанси, страхування та нерухомість — 9,2 %.

### Перепис 2000
За даними перепису 2000 року
на території муніципалітету мешкало 20 898 людей, було 8 243 садиб.
Густота населення становила 442,6 осіб/км². З 8 243 садиб у 32,6 % проживали діти до 18 років, подружніх пар, що мешкали разом, було 56,8 %,
садиб, у яких господиня не мала чоловіка — 10,2 %, садиб без сім'ї — 29,9 %.
Власники 12,1 % садиб мали вік, що перевищував 65 років, а в 25,9 % садиб принаймні одна людина була старшою за 65 років. Кількість людей у середньому на садибу становила 2,51, а в середньому на родину 3,05.
Середній річний дохід на садибу становив 47 815 доларів США, а на родину — 61 257 доларів США. Чоловіки мали дохід 41 508 доларів, жінки — 30 089 доларів. Дохід на душу населення був 26 779 доларів. Приблизно 3,9 % родин та 5,2 % населення жили за межею бідності.
Медіанний вік населення становив 40 років. На кожних 100 жінок віком понад 18 років припадало 85,9 чоловіків.